# 吐魯香
吐鲁香也叫托卢香、托鲁香、妥卢香、妥路香、妥鲁香、多路波勒杀末、笃留拔尔撒谟，是吐鲁香树的油树脂，产于哥伦比亚、委内瑞拉等地，因旧时在哥伦比亚托卢港（旧译吐鲁港）集运出口而得名。在吐鲁香树上割出V形伤口，在伤口处固定一个容器承接流出的油树脂，即得吐鲁香。新鲜的吐鲁香为浅棕色半固态，遇冷逐渐固化变脆，遇热又再度软化。吐鲁香常添加于止咳糖浆和润喉片中。

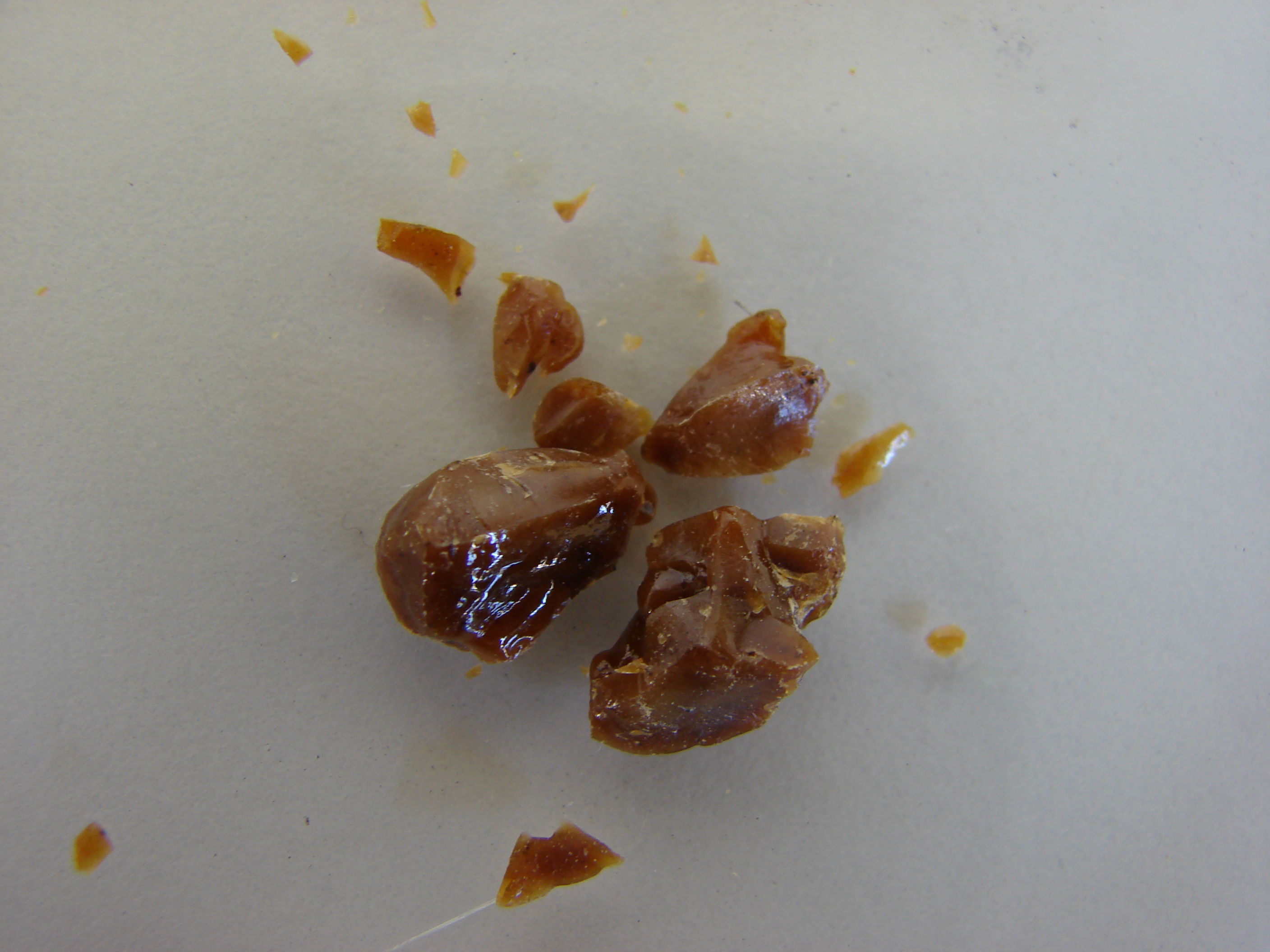
固态的吐鲁香
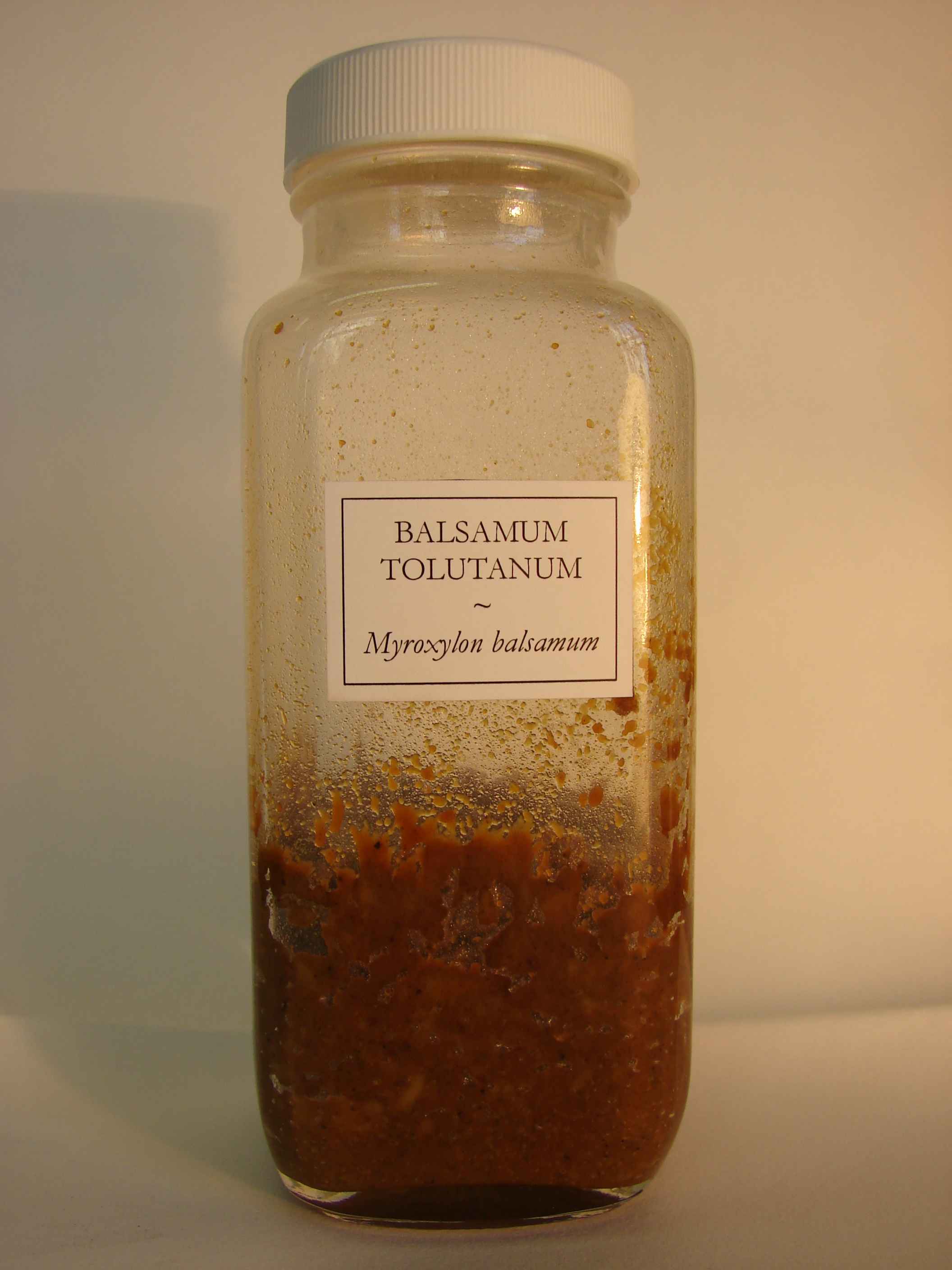
半固态的吐鲁香